# Xetaq Qazyumov
Xetaq Ruslan oğlu Qazyumov (ryska: Хетаг Русланович Гозюмов: Chetag Ruslanovitj Goziumov; ossetiska: Гозымты Русланы фырт Хетæг: Gozymty Ruslany fyrt Xetæg), född den 24 april 1981 i Alagir i Nordossetien, är en azerbajdzjansk brottare som tog OS-brons i tungviktsbrottning i fristilsklassen 2008 i Peking och vid olympiska sommarspelen 2012 i London. Han tog en silvermedalj i 97-kilosklassen vid olympiska sommarspelen 2016 i Rio de Janeiro.